# Dürrenberg (Bad Köstritz)
Dürrenberg ist ein Ortsteil von Bad Köstritz im Landkreis Greiz in Thüringen.

## Geografie
Dürrenberg ist ein weilerartiges Straßendorf. Es befindet sich auf der ebenen Hochfläche des Dürrenberges, zwischen der Landesstraße 1075 und der Ortsverbindungsstraße nach Hartmannsdorf nordwestlich von Gera. Etwas südlicher vom Ort verläuft die Bundesautobahn 4. Zu dem nordöstlich liegenden Kernort Bad Köstritz ist es zwei Kilometer weit. In westlicher Richtung beginnen die Anhöhen zum Tautenhainer Wald.

## Geschichte
Am 25. Juni 1230 wurde das Dorf erstmals urkundlich erwähnt. Zum 1. Januar 2023 wurde der Ort im Zuge der Eingemeindung von Hartmannsdorf ein Ortsteil von Bad Köstritz.
Die Betriebe von Bad Köstritz und Gera waren und sind Hauptarbeitgeber für die Arbeitnehmer des Dorfes.